# Кондрашов, Станислав Николаевич
Станисла́в Никола́евич Кондрашо́в (25 декабря 1928 — 28 августа 2007) — советский и российский журналист-международник, публицист, писатель. Заслуженный работник культуры РСФСР.

## Биография
Станислав Кондрашов родился в пос. Кулебаки Нижегородской губернии. В 1946 году он окончил школу с серебряной медалью и вне конкурса поступил в МГИМО. С 1951 года он начал работать в газете «Известия». Первой публикацией была статья о режиме диктатора Батисты на Кубе. В октябре 1956 года он был направлен собственным корреспондентом «Известий» в Египет. В это время произошла война между Египтом и Израилем. Репортаж Кондрашова о событиях в Египте был опубликован на первой полосе газеты. Заграничная командировка была продлена на 3 месяца. В ноябре 1957 года он был вновь направлен в Египет в качестве постоянного корреспондента.
С ноября 1961 года по июнь 1968 года и с октября 1971 года по декабрь 1976 года он работал собственным корреспондентом «Известий» в США. В своих статьях он рассказывал о Карибском кризисе, убийстве президента Кеннеди и его брата Роберта, о войне во Вьетнаме и многих других событиях.
С августа 1977 года он работал политическим обозревателем «Известий», вёл на телевидении программу «Международная панорама». В июне 2000 года он ушёл из «Известий».
За свою жизнь написал двадцать восемь книг.
Скончался Станислав Николаевич Кондрашов в Москве. Похоронен на Троекуровском кладбище.

## Награды и почётные звания
- орден Дружбы (2 августа 1999 года) — за большой вклад в развитие отечественной журналистики и многолетнюю плодотворную работу[3]
- орден Ленина (13 марта 1967 года)
- орден «Знак Почёта»
- медали
- Заслуженный работник культуры РСФСР
- Премия имени Вацлава Воровского: «за лучшее произведение 1967 года в области международной журналистики» (за очерки, репортажи и корреспонденции, опубликованные в 1967 году)[4]
- Почётная грамота Правительства Российской Федерации (19 декабря 1998 года) — за многолетний творческий журналистский труд по правдивому и честному освещению событий общественной жизни и в связи с 70-летием со дня рождения[5]
- Премия «Золотое перо России» (1998)[6]